# Шермаханбет, Мейржан Анарбаевич
Мейржан Анарбаевич Шермаханбет (каз. Мейіржан Анарбайұлы Шермаханбет) — казахстанский борец греко-римского стиля. Бронзовый призёр чемпионата мира 2018 года в Будапеште.

## Карьера
В июне 2018 года на турнире Гран-при Венгрии в весовой категории до 67 кг, Мейржан стал победителем, одолев в финальной схватке иранца Мухаммадали Абдулхамида Гераи.
На чемпионате мира 2018 года завоевал бронзовую медаль в категории до 67 кг.
20 апреля 2022 года на азиатском первенстве завоевал золотую медаль, победив в решающем поединке двукратного чемпиона мира из Кореи – Рю Хан Су.
4 сентября 2023 года завоевал серебряную медаль Азиатских игр в Ханчжоу.